# Ventilación de minas

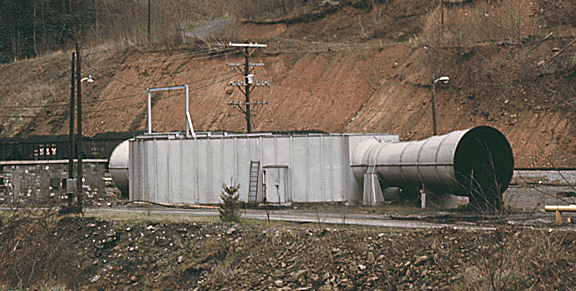
Ventilador de la mina de carbón Pocahontas, Virginia, Estados Unidos.

La ventilación en una mina subterránea es el proceso mediante el cual se hace circular por el interior de la misma el aire necesario para asegurar una atmósfera respirable y segura para el desarrollo de los trabajos.
La ventilación se realiza estableciendo un circuito para la circulación del aire a través de todas las labores. Para ello es indispensable que la mina tenga dos labores de acceso independientes: dos pozos, dos socavones, un pozo y un socavón, etc.
En las labores que solamente tienen un acceso (por ejemplo, una galería en avance) es necesario ventilar con ayuda de una tubería. La tubería se coloca entre la entrada a la labor y el final de la labor. Esta ventilación se conoce como secundaria, en oposición a la que recorre toda la mina que se conoce como principal.

## Necesidades de la ventilación
Es necesario establecer una circulación de aire dentro de una mina subterránea por las siguientes razones:
- Es necesario asegurar un contenido mínimo de oxígeno en la atmósfera de la mina para permitir la respiración de las personas que trabajan en su interior.
- En el interior se desprenden diferentes tipos de gases, según el mineral a explotar y la maquinaria utilizada. Estos gases pueden ser tóxicos, asfixiantes y/o explosivos, por lo que es necesario diluirlos por debajo de los límites legales establecidos en cada país.
- A medida que aumenta la profundidad de la mina la temperatura aumenta. El gradiente geotérmico medio es de 1° cada 33 m. Adicionalmente, los equipos y máquinas presentes en el interior contribuyen a elevar la temperatura del aire. En este caso la ventilación es necesaria para la climatización de la mina.

## Ventiladores
Los ventiladores son los responsables del movimiento del aire, tanto en la ventilación principal como en la secundaria. Generalmente los ventiladores principales se colocan en el exterior de la mina, en la superficie.
Los tipos de ventiladores utilizados son:
- Axiales o de hélice
- Radiales o centrífugos

## Tipos de ventilación
La ventilación de una mina puede ser soplante o aspirante. En la soplante el ventilador impulsa el aire al interior de la mina o de la tubería. En el caso de aspirante el ventilador succiona el aire del interior de la mina (o la tubería) y lo expulsa al exterior.
En Europa los más habitual es que la ventilación principal sea aspirante. El aire limpio entra por una (o varias) de las entradas de la mina y el aire viciado tras recorrer la mina es aspirado por el ventilador principal.

Esquema de ventilación aspirante en una mina subterránea

## Fundamentos

### Flujo
Debido a las velocidades necesarias en el interior de la mina y a las secciones transversales de las labores, el flujo es siempre turbulento.

### Pérdida de presión por rozamiento
En régimen turbulento, la pérdida de presión por rozamiento con las paredes de un conducto viene dada por la ecuación de Darcy-Weisbach, que en el caso de una labor de sección {\displaystyle S} y longitud {\displaystyle L} sería:
donde:
| {\displaystyle \Delta p} es la pérdida de presión, {\displaystyle \lambda }, el coeficiente de rozamiento, {\displaystyle \gamma }, el peso específico del aire, {\displaystyle v}, la velocidad del aire, | {\displaystyle g}, la constante gravitatoria, {\displaystyle P}, el perímetro de la sección transversal de la labor, {\displaystyle L}, la longitud de la misma y {\displaystyle S}, el área de la sección transversal. |

En función del caudal medio de aire que circula por la labor ({\displaystyle Q}) la pérdida de presión es:

### Resistencia
Para una labor minera recorrida por la ventilación principal se define la resistencia ({\displaystyle R}) como la variable que relaciona la pérdida de presión,{\displaystyle \Delta p}, debido al rozamiento con el caudal ({\displaystyle Q}) que circula por la labor:
Así definida la resistencia es igual a:
y es función de la geometría de la labor, de la rugosidad de sus hastiales y de la temperatura del aire. 
La resistencia tiene dimensiones en el sistema internacional de unidades de m7·kg-1